# سیمون گیدوتی
سیمون گیدوتی (انگلیسی: Simone Ghidotti؛ زادهٔ ۱۹ مارس ۲۰۰۰) بازیکن فوتبال است.
از باشگاه‌هایی که در آن بازی کرده‌است می‌توان به باشگاه فوتبال فیورنتینا اشاره کرد.
وی همچنین در تیم‌های ملی فوتبال زیر ۱۵ سال ایتالیا، زیر ۱۶ سال ایتالیا، زیر ۱۷ سال ایتالیا، زیر ۱۸ سال ایتالیا، و زیر ۱۹ سال ایتالیا بازی کرده‌است.